# Список Героев Социалистического Труда (Е, Ё)
Эта страница является частью списка Героев Социалистического Труда и перечисляет в алфавитном порядке лиц, удостоенных звания Героя Социалистического Труда, чьи фамилии начинаются с буквы «Е», от Е до Ё.
- Список не включает дважды и трижды Героев Социалистического Труда, а также лиц, лишённых этого звания.
- Список содержит информацию о датах жизни, роде деятельности и дате присвоения звания Героя.
- Герои, удостоенные звания посмертно, выделены в списке  серым цветом .
- Герои, сменившие фамилию после присвоения звания, приводятся в списках дважды, при этом строка с новой фамилией выделяется  бежевым цветом  и не имеет номера.

## Список людей, фамилии которых начинаются с «Е, Ё»
| №          | Фамилия, имя, отчество               | Даты жизни              | Деятельность | Дата присвоения | ГС         |
| ---------- | ------------------------------------ | ----------------------- | --- | --------------- | ---------- |
| 1          | Ебаноидзе Митрофан Александрович     | 05.06.1927 — 15.07.1983 | Бригадир колхоза имени Берия Маяковского сельсовета Маяковского района Грузинской ССР | 09.08.1949      | [ ГС 1 ]   |
| 2          | Ебаноидзе Семён Ражденович           | 25.07.1917 — ????       | Главный агроном отдела сельского хозяйства Орджоникидзевского района Грузинской ССР | 09.08.1949      | [ ГС 2 ]   |
| 3          | Евгеньев Сергей Иванович             | 30.03.1923 — 25.05.2004 | Капитан среднего рыболовного траулера № 4389 базы экспедиционного сельдяного лова, Литовская ССР | 11.08.1960      | [ ГС 3 ]   |
| 4          | Евграшкин Руслан Иванович            | 02.10.1927 — 12.10.2001 | Капитан парохода «Дмитрий Пожарский» Черноморского государственного морского пароходства Министерства морского флота СССР, Одесская область | 03.08.1960      | [ ГС 4 ]   |
| 5          | Евдокимов Александр Иванович         | 08.12.1883 — 01.09.1979 | Заместитель директора по научной работе Центрального научно-исследовательского института стоматологии, член-корреспондент Академии медицинских наук СССР, гор. Москва                                                                                    | 18.12.1963      | [ ГС 5 ]   |
| 6          | Евдокимов Виктор Фёдорович           | род. 29.09.1942         | Кузнец-штамповщик Алтайского тракторного завода имени М. И. Калинина производственного объединения «Алтайский тракторный завод имени М. И. Калинина» Министерства тракторного и сельскохозяйственного машиностроения СССР, гор. Рубцовск Алтайского края | 10.06.1986      | [ ГС 6 ]   |
| 7          | Евдокимов Евгений Александрович      | 04.06.1933 — 23.01.2005 | Рабочий Загорского электромеханического завода производственного объединения «Звезда» Министерства радиопромышленности СССР, Московская область | 17.04.1978      |            |
| 8          | Евдокимов Иван Александрович         | 13.09.1931 — 29.10.2011 | Бригадир монтажников строительно-монтажного управления № 2 треста «Мособлстрой» № 2, Московская область | 11.08.1966      | [ ГС 7 ]   |
| 9          | Евдокимов Николай Иосифович          | 12.01.1926 — 25.07.2002 | Бригадир колхоза «Серп и Молот» Золочевского района Львовской области | 08.04.1971      | [ ГС 8 ]   |
| 10         | Евдокимов Николай Михайлович         | 04.01.1927 — 07.02.1993 | Комбайнёр колхоза «Красный Донец» Котельниковского района Волгоградской области | 19.04.1967      | [ ГС 9 ]   |
| 11         | Евдокимова Александра Ивановна       | 28.10.1910 — 22.01.1975 | Заведующая фермой колхоза «Пятилетка» Костромского района Костромской области | 04.07.1949      | [ ГС 10 ]  |
| 12         | Евдокимова Антонина Ивановна         | 15.08.1907 — 1998       | Звеньевая колхоза «Революция» Подберезинского района Татарской АССР | 06.03.1948      | [ ГС 11 ]  |
| 13         | Евдомашко Виталий Александрович      | 27.01.1935 — 25.11.1992 | Старший водолаз управления подводно-технических работ № 5 треста «Союзподводгазстрой» Министерства газовой промышленности СССР, Ростовская область | 30.03.1971      | [ ГС 12 ]  |
| 14         | Евец Михаил Юрьевич                  | 07.05.1906 — 18.04.1987 | Экскаваторщик строительно-монтажного управления правого берега Куйбышевгидростроя Министерства электростанций СССР, Куйбышевская область | 09.08.1958      | [ ГС 13 ]  |
| 15         | Евич Николай Карпович                | 12.04.1921 — 20.11.2008 | Тракторист семеноводческого совхоза имени 2-й пятилетки Министерства совхозов СССР, Первомайский район Одесской области | 18.06.1949      |            |
| 16         | Евко Иван Романович                  | 10.11.1914 — 05.09.2005 | Комбайнёр Жуковской МТС Песчанокопского района Ростовской области | 29.03.1952      | [ ГС 14 ]  |
| 17         | Еволенко Дарья Никаноровна           | 01.03.1909 — 08.06.1992 | Звеньевая колхоза «Восток» Луговского района Джамбулской области | 28.03.1948      | [ ГС 15 ]  |
| 18         | Евпак Семён Семёнович                | 1905 — ????             | Председатель колхоза «Верный путь» Казачинского района Красноярского края | 07.01.1948      | [ ГС 16 ]  |
| 19         | Евсеев Василий Дмитриевич            | 22.12.1918 — 23.07.1994 | Директор Юргинского машиностроительного завода Министерства общего машиностроения СССР, Кемеровская область | 26.07.1966      | [ ГС 17 ]  |
| 20         | Евсеев Василий Петрович              | 05.04.1909 — 29.05.1970 | Капитан рыболовного сейнера «Астраханец» рыболовецкого колхоза «Память Ильича» Камызякского сельского района Астраханской области | 13.04.1963      | [ ГС 18 ]  |
| 21         | Евсеев Иван Георгиевич               | 1916 — 30.07.1990       | Инженер Скуратовской дистанции сигнализации и связи Московско-Курской железной дороги, Тульская область | 05.11.1943      | [ ГС 19 ]  |
| 22         | Евсеев Иван Иванович                 | 25.04.1926 — 14.02.2004 | Бригадир комплексной бригады управления строительства Зейской ГЭС Министерства энергетики и электрификации СССР, Амурская область | 20.04.1971      | [ ГС 20 ]  |
| 23         | Евсеенко Николай Васильевич          | 19.12.1919 — 15.05.1995 | Первый секретарь Минусинского райкома КПСС, Красноярский край | 08.04.1971      | [ ГС 21 ]  |
| 24         | Евсеенко Степан Максимович           | 1920 — ????             | Звеньевой колхоза имени Кирова Усть-Абаканского района Хакасской автономной области | 21.02.1949      | [ ГС 22 ]  |
| 25         | Евстафиева Валентина Семёновна       | 1918 — ????             | Рабочая Гонийского совхоза имени Берия Министерства сельского хозяйства СССР, Батумский район Аджарской АССР | 05.07.1949      | [ ГС 23 ]  |
| 26         | Евстафьев Николай Павлович           | 19.07.1925 — 28.06.1993 | Директор Балашихинского литейно-механического завода Министерства авиационной промышленности СССР, Московская область | 14.06.1985      | [ ГС 24 ]  |
| 27         | Евстигнеев Алексей Петрович          | 17.03.1924 — 06.03.1994 | Шлифовщик Первого Московского часового завода имени С. М. Кирова Министерства приборостроения, средств автоматизации и систем управления СССР | 31.03.1981      | [ ГС 25 ]  |
| 28         | Евстигнеев Игорь Иванович            | 03.12.1934 — 06.12.2020 | Кузнец Калужского машиностроительного завода Министерства тяжёлого, энергетического и транспортного машиностроения СССР | 05.04.1971      | [ ГС 26 ]  |
| 29         | Евстигнеева Любовь Николаевна        | 1922 — 05.06.1994       | Звеньевая виноградарского совхоза «Суворовский» Министерства пищевой промышленности СССР, Минераловодский район Ставропольского края | 16.10.1950      | [ ГС 27 ]  |
| 30         | Евстратов Борис Васильевич           | 1895 — 07.1968          | Старший агроном зернового совхоза «Целинский» Министерства совхозов СССР, Целинский район Ростовской области | 03.04.1948      | [ ГС 28 ]  |
| 31         | Евстратов Дмитрий Павлович           | 1912 — ????             | Навалоотбойщик шахтоуправления имени Ленина треста «Макеевуголь» Министерства угольной промышленности Украинской ССР, Сталинская область | 26.04.1957      | [ ГС 29 ]  |
| 32         | Евсюков Валентин Александрович       | 16.03.1926 — 17.04.1996 | Бригадир машинистов экскаватора Северного горно-обогатительного комбината имени Комсомола Украины Министерства чёрной металлургии Украинской ССР, гор. Кривой Рог Днепропетровской области                                                               | 30.03.1971      | [ ГС 30 ]  |
| 33         | Евсюков Василий Григорьевич          | 05.01.1928 — 01.01.2018 | Бригадир каменщиков передвижной механизированной колонны № 1 треста «Днепросельстрой» Министерства сельского строительства Украинской ССР, Днепропетровская область                                                                                      | 07.05.1971      | [ ГС 31 ]  |
| 34         | Евсюков Иван Петрович                | 25.10.1923 — 26.02.1995 | Комбайнёр колхоза «Заветы Ильича» Ровеньского района Белгородской области | 11.12.1973      | [ ГС 32 ]  |
| 35         | Евтеев Иван Данилович                | 14.01.1914 — 05.05.1985 | Старший чабан совхоза «Калининский» Прикумского района Ставропольского края | 22.03.1966      | [ ГС 33 ]  |
| 36         | Евтеев Николай Петрович              | 02.05.1912 — 05.01.2002 | Мастер Тульского машиностроительного завода Министерства оборонной промышленности СССР | 28.07.1966      | [ ГС 34 ]  |
| 37         | Евтихиев Николай Николаевич          | 16.10.1922 — 26.07.2010 | Ректор Московского института радиотехники, электроники и автоматики, член-корреспондент Академии наук СССР | 26.08.1986      | [ ГС 35 ]  |
| 38         | Евтушенко Василий Иванович           | 16.03.1921 — 14.06.1997 | Чабан колхоза имени Фрунзе Васильковского района Днепропетровской области | 26.02.1958      | [ ГС 36 ]  |
| 39         | Евтушенко Вера Евдокимовна           | 1911 — ????             | Звеньевая колхоза имени Ворошилова Варвинского района Черниговской области | 21.05.1949      |            |
| 40         | Евтушенко Иван Евсеевич              | 1908 — ????             | Старший механик Добровольской МТС Харьковской области | 07.05.1948      |            |
| 41         | Евтушенко Мария Андреевна            | 1919 — ????             | Трактористка колхоза «Перемога» Конотопского района Сумской области | 23.06.1966      |            |
| 42         | Евтушенко Мария Михайловна           | 1921 — ????             | Звеньевая колхоза имени Ильича Коломакского района Харьковской области | 16.02.1948      | [ ГС 37 ]  |
| 43         | Евтушенко Михаил Яковлевич           | 21.11.1913 — 16.12.1964 | Тракторист Прокопьевской МТС Кемеровской области | 25.02.1949      | [ ГС 38 ]  |
| 44         | Евтушенко Николай Никитович          | 11.05.1921 — 06.10.2021 | Председатель колхоза «Красная нива» Майского района Кабардино-Балкарской АССР | 22.03.1966      | [ ГС 39 ]  |
| 45         | Егай Николай                         | 14.10.1926 — 19.01.1987 | Звеньевой колхоза имени Будённого Нижне-Чирчикского района Ташкентской области | 21.12.1953      | [ ГС 40 ]  |
| 45.000001  | Еганян Сирануш Гукасовна             | 1921—2007               | Звеньевая колхоза «Кармир ранчпар» Иджеванского района Армянской ССР | 14.06.1950      | [ ГС 41 ]  |
| 46         | Егель Каралина Карловна              | 16.04.1925 — 08.12.2000 | Трактористка совхоза «Хлебороб» Алексеевского района Целиноградской области | 23.06.1966      | [ ГС 42 ]  |
| 47         | Егембердиев Катпа                    | 1923 — ????             | Старший чабан совхоза имени Жданова Таласского района Джамбулской области | 22.03.1966      | [ ГС 43 ]  |
| 48         | Егембердиева Науат                   | 1917—1986               | Заведующая фермой колхоза «Кенес-Тюбе» Таласского района Джамбулской области | 23.07.1948      | [ ГС 44 ]  |
| 49         | Егендурдыев Пирджан                  | 1916 — ????             | Первый секретарь Ильялинского райкома Компартии Туркменистана, Ташаузская область | 14.02.1957      | [ ГС 45 ]  |
| 50         | Егер Сергей Михайлович               | 30.07.1914 — 30.07.1987 | Главный конструктор и заместитель генерального конструктора Московского машиностроительного завода «Опыт» Министерства авиационной промышленности СССР                                                                                                   | 22.09.1972      | [ ГС 46 ]  |
| 51         | Егиазарян Ноемзар Мануковна          | 1914 — ????             | Звеньевая колхоза села Кахцрашен Арташатского района Армянской ССР | 07.03.1960      | [ ГС 47 ]  |
| 52         | Егизарян Бенник Срапионович          | 28.08.1935 — 16.08.2004 | Начальник передвижной механизированной колонны № 10 треста «Ангарлесстрой» Министерства лесной промышленности СССР, Богучанский район Красноярского края                                                                                                 | 20.08.1990      | [ ГС 48 ]  |
| 53         | Егизбаев Мухади                      | 30.05.1900 — 25.10.1994 | Заведующий коневодческой фермой колхоза «Совет» Каркаралинского района Карагандинской области | 27.08.1949      | [ ГС 49 ]  |
| 54         | Еговцев Александр Ильич              | 18.04.1928 — 24.02.2020 | Начальник смены Лысьвенского металлургического завода Министерства чёрной металлургии СССР, Пермская область | 22.03.1966      | [ ГС 50 ]  |
| 55         | Егорин Иван Павлович                 | 1909 — ????             | Бригадир тракторной бригады Заульбинской МТС Восточно-Казахстанской области | 28.03.1948      | [ ГС 51 ]  |
| 56         | Егоркин Валентин Андреевич           | 1928 — ????             | Токарь Донецкого машиностроительного завода имени Ленинского комсомола Украины Министерства тяжёлого, энергетического и транспортного машиностроения СССР                                                                                                | 03.01.1974      | [ ГС 52 ]  |
| 57         | Егоров Анатолий Иванович             | 1928 — ????             | Бригадир монтажников Московского строительно-монтажного управления треста «Стальконструкция» Министерства монтажных и специальных строительных работ СССР                                                                                                | 07.05.1971      |            |
| 58         | Егоров Борис Григорьевич             | 20.06.1917 — 29.10.1995 | Начальник конструкторского бюро Завода транспортного машиностроения Министерства тяжёлого, энергетического и транспортного машиностроения СССР, гор. Барнаул Алтайского края                                                                             | 09.07.1966      | [ ГС 53 ]  |
| 59         | Егоров Борис Сергеевич               | 20.10.1913 — 22.10.1984 | Слесарь-механик Завода счётно-аналитических машин Московского городского совнархоза | 28.05.1960      | [ ГС 54 ]  |
| 60         | Егоров Валерий Павлович              | 17.02.1927 — 30.05.1971 | Директор Северодонецкого химического комбината имени Ленинского комсомола Министерства химической промышленности СССР, Ворошиловградская область | 20.04.1971      | [ ГС 55 ]  |
| 61         | Егоров Василий Михайлович            | 09.02.1921 — 22.12.2005 | Слесарь-инструментальщик Александровского радиозавода Министерства радиопромышленности СССР, Владимирская область | 26.04.1971      | [ ГС 56 ]  |
| 62         | Егоров Вениамин Васильевич           | 15.01.1933 — 19.02.1983 | Мастер бумагоделательной машины Кондопожского целлюлозно-бумажного комбината Министерства лесной, целлюлозно-бумажной и деревообрабатывающей промышленности СССР, Карельская АССР                                                                        | 17.09.1966      | [ ГС 57 ]  |
| 63         | Егоров Владимир Дмитриевич           | 11.08.1921 — 12.09.1996 | Резьбошлифовщик Калининградского машиностроительного завода Министерства авиационной промышленности СССР, Московская область | 26.04.1971      | [ ГС 58 ]  |
| 64         | Егоров Вячеслав Константинович       | 02.03.1928 — 31.10.1993 | Управляющий трестом «Апатитстрой» Министерства строительства предприятий тяжёлой индустрии СССР, Мурманская область | 05.04.1971      | [ ГС 59 ]  |
| 65         | Егоров Вячеслав Петрович             | 27.01.1908 — 16.10.1986 | Начальник Свердловской железной дороги, гор. Свердловск | 01.08.1959      | [ ГС 60 ]  |
| 66         | Егоров Георгий Данилович             | 19.07.1909 — 19.05.1965 | Бригадир сталеваров Государственного завода «Большевик» Ленинградского совнархоза | 21.05.1963      | [ ГС 61 ]  |
| 67         | Егоров Евгений Павлович              | 20.01.1908 — 21.10.1982 | Директор завода № 402 Государственного комитета Совета Министров СССР по судостроению, гор. Северодвинск Архангельской области | 23.07.1959      | [ ГС 62 ]  |
| 68         | Егоров Иван Александрович            | 24.03.1904 — 18.01.1992 | Директор совхоза «Бердский» Искитимского района Новосибирской области | 22.03.1966      | [ ГС 63 ]  |
| 69         | Егоров Иван Степанович               | 1894 — 1965             | Председатель колхоза «Победа» Дмитровского района Московской области | 19.02.1948      | [ ГС 64 ]  |
| 70         | Егоров Иван Филиппович               | 10.09.1911 — 09.08.1979 | Машинист паровозного депо Кемь Кировской железной дороги, Карельская АССР | 01.08.1959      | [ ГС 65 ]  |
| 71         | Егоров Михаил Васильевич             | 17.01.1907 — 27.05.2000 | Первый заместитель председателя Государственного комитета по судостроению СССР, инженер-контр-адмирал, гор. Москва | 28.04.1963      | [ ГС 66 ]  |
| 72         | Егоров Михаил Николаевич             | 13.01.1918 — 24.11.1999 | Старший мастер Сызранской ТЭЦ Куйбышевэнерго Министерства энергетики и электрификации СССР, Куйбышевская область | 04.10.1966      | [ ГС 67 ]  |
| 73         | Егоров Николай Михайлович            | 02.11.1910 — 27.09.1974 | Директор завода № 393 Московского городского совнархоза | 17.06.1961      | [ ГС 68 ]  |
| 74         | Егоров Николай Тимофеевич            | 22.05.1918 — 20.05.1984 | Токарь-расточник цеха № 8 завода № 402 Государственного комитета по судостроению СССР, гор. Северодвинск Архангельской области | 28.04.1963      | [ ГС 69 ]  |
| 75         | Егоров Павел Алексеевич              | 25.08.1928 — 04.12.2001 | Заместитель командира Отдельного авиационного отряда гражданской авиации по инженерно-авиационной службе Министерства гражданской авиации СССР, гор. Москва                                                                                              | 04.02.1983      | [ ГС 70 ]  |
| 76         | Егоров Пётр Иванович                 | 28.06.1905 — 04.08.1981 | Мастер доменного цеха Днепропетровского металлургического завода имени Г. И. Петровского Днепропетровского совнархоза | 19.07.1958      | [ ГС 71 ]  |
| 77         | Егоров Сергей Михайлович             | 25.12.1913 — 29.04.1969 | Первый секретарь Гжатского райкома КПСС, Смоленская область | 10.03.1958      | [ ГС 72 ]  |
| 78         | Егорова Александра Фёдоровна         | 1909 — 09.01.1967       | Звеньевая колхоза «Парижская коммуна» Бежецкого района Калининской области | 10.04.1948      | [ ГС 73 ]  |
| 79         | Егорова Анна Алексеевна              | род. 05.02.1925         | Бригадир совхоза «Кряж» Волжского района Куйбышевской области | 08.04.1971      | [ ГС 74 ]  |
| 80         | Егорова Антонина Николаевна          | 1918—2005               | Монтажница Александровского радиозавода Министерства радиопромышленности СССР, Владимирская область | 29.07.1966      | [ ГС 75 ]  |
| 81         | Егорова Елизавета Николаевна         | 13.02.1910 — ????       | Бригадир полеводческой бригады свиноводческого совхоза «Ручьи» Министерства мясной и молочной промышленности СССР, Всеволожский район Ленинградской области                                                                                              | 03.11.1951      | [ ГС 76 ]  |
| 82         | Егорова Ирина Михайловна             | 26.06.1930 — 06.07.2020 | Доярка колхоза «Заря» Богородского района Горьковской области | 13.03.1981      | [ ГС 77 ]  |
| 83         | Егорова Мария Андреевна              | 05.11.1920 — 01.09.2006 | Звеньевая колхоза имени М. Горького Ельнинского района Смоленской области | 10.03.1958      | [ ГС 78 ]  |
| 84         | Егорова Мария Васильевна             | 16.01.1906 — 01.02.1979 | Доярка колхоза «12-й Октябрь» Костромского района Костромской области | 16.08.1950      | [ ГС 79 ]  |
| 85         | Егорова Полина Фёдоровна             | 18.10.1927 — 02.03.2021 | Директор средней школы № 52, гор. Москва | 27.06.1978      | [ ГС 80 ]  |
| 86         | Егорова Прасковья Степановна         | 1924 — 30.12.1982       | Свинарка колхоза «Знамя коммунизма» Мелитопольского района Запорожской области | 26.02.1958      | [ ГС 81 ]  |
| 86.000002  | Егорова Сицилия Фёдоровна            | род. 1928               | Оверлочница Кишинёвской трикотажной фабрики № 2 Молдавского совнархоза | 07.03.1960      | [ ГС 82 ]  |
| 87         | Егорова Федосья Ильинична            | 09.03.1909 — 1983       | Звеньевая свиноводческого совхоза «Ручьи» Министерства мясной и молочной промышленности СССР, Всеволожский район Ленинградской области | 03.11.1951      | [ ГС 83 ]  |
| 88         | Егорчева Александра Давыдовна        | 29.04.1919 — 17.03.2008 | Свинарка колхоза имени Карла Маркса Балаковского района Саратовской области | 22.03.1966      | [ ГС 84 ]  |
| 89         | Егудин Илья Абрамович                | 15.09.1913 — 01.02.1985 | Председатель колхоза «Дружба народов» Красногвардейского района Крымской области | 22.03.1966      | [ ГС 85 ]  |
| 90         | Едемский Александр Григорьевич       | 04.11.1913 — 03.03.1983 | Капитан-директор большого морозильного рыболовного траулера «Валерий Быковский» Рижской базы рефрижераторного рыболовного флота, Латвийская ССР | 01.10.1965      | [ ГС 86 ]  |
| 91         | Едигорьян Цолак Геворкович           | 30.05.1915 — 12.06.1973 | Первый секретарь Обоянского райкома КПСС, Курская область | 07.12.1957      | [ ГС 87 ]  |
| 92         | Едилбаев Шаши                        | 1930 — 13.10.2004       | Старший чабан совхоза «Путь Ильича» Индерского района Гурьевской области | 22.03.1966      | [ ГС 88 ]  |
| 93         | Едильбаев Керей                      | 1884—1956               | Заведующий конефермой колхоза «Кусем» Урдинского района Западно-Казахстанской области | 23.07.1948      | [ ГС 89 ]  |
| 94         | Ежаков Ефим Николаевич               | 20.10.1914 — 18.03.1990 | Бригадир штукатуров строительно-монтажного управления № 1 треста «Отделстрой-4» Новосибирского совнархоза | 09.08.1958      | [ ГС 90 ]  |
| 95         | Ежевский Александр Александрович     | 03.11.1915 — 15.01.2017 | Министр тракторного и сельскохозяйственного машиностроения СССР, гор. Москва | 01.11.1985      | [ ГС 91 ]  |
| 96         | Езан Сергей Яковлевич                | 07.10.1909 — 26.06.1984 | Комбайнёр Карбовской МТС Добровеличковского района Кировоградской области | 18.06.1951      | [ ГС 92 ]  |
| 97         | Езерский Евгений Васильевич          | 14.01.1934 — 18.12.2004 | Зуборезчик Сызранского завода тяжёлого машиностроения Министерства тяжёлого, энергетического и транспортного машиностроения СССР, Куйбышевская область                                                                                                   | 03.01.1974      | [ ГС 93 ]  |
| 98         | Езугбая Леонтий Муразович            | 1903 — ????             | Звеньевой колхоза имени Сталинской Конституции Гальского района Абхазской АССР | 21.02.1948      | [ ГС 94 ]  |
| 99         | Екибаев Жиенбай                      | 1888 — 07.01.1966       | Старший чабан колхоза «Жарлы-Камыс» Абаевского района Семипалатинской области | 23.07.1948      | [ ГС 95 ]  |
| 100        | Екимов Николай Дмитриевич            | 1909 — ????             | Управляющий отделением зернового совхоза «Галля-Арал» Министерства совхозов СССР, Галля-Аральский район Самаркандской области | 26.04.1948      |            |
| 101        | Ектов Иван Михайлович                | 08.09.1903 — 14.02.1986 | Директор Донецкого металлургического завода имени В. И. Ленина Министерства чёрной металлургии Украинской ССР | 22.03.1966      | [ ГС 96 ]  |
| 102        | Елабужев Геннадий Николаевич         | 23.12.1933 — 07.06.2006 | Токарь Ижевского механического завода Министерства оборонной промышленности СССР, Удмуртская АССР | 29.03.1976      | [ ГС 97 ]  |
| 103        | Елаев Михаил Эммануилович            | 30.05.1916 — 24.10.1990 | Заведующий отделением областной больницы имени Н. Н. Бурденко, Пензенская область | 23.10.1978      | [ ГС 98 ]  |
| 104        | Еланский Николай Николаевич          | 02.05.1894 — 31.08.1964 | Хирург, доктор медицинских наук, профессор, заслуженный деятель науки РСФСР, генерал-лейтенант медицинской службы, гор. Москва | 30.04.1964      | [ ГС 99 ]  |
| 105        | Елбетов Тайманкул                    | 1894—1987               | Заведующий конефермой колхоза имени Ворошилова Байганинского района Актюбинской области | 23.07.1948      | [ ГС 100 ] |
| 106        | Елдырёва Татьяна Фёдоровна           | 23.01.1927 — 02.11.2000 | Звеньевая ордена Ленина колхоза имени Сталина Вурнарского района Чувашской АССР | 19.03.1948      | [ ГС 101 ] |
| 107        | Елеманов Али                         | 1902 — 20.03.1975       | Звеньевой колхоза «Ельтай» Яны-Курганского района Кзыл-Ординской области | 20.05.1949      | [ ГС 102 ] |
| 108        | Еленчук Николай Васильевич           | 27.12.1929 — 28.06.1988 | Председатель колхоза имени XXII партсъезда Фалештского района Молдавской ССР | 08.04.1971      |            |
| 109        | Елесин Андрей Алексеевич             | 1909 — 28.03.1968       | Секретарь Молотовабадского райкома Компартии (большевиков) Таджикистана, Сталинабадская область | 03.05.1949      | [ ГС 103 ] |
| 110        | Елеусинов Туршабек Жусипович         | 1935 — 21.08.1983       | Бригадир совхоза «Коммунизм» Джалагашского района Кзыл-Ординской области | 19.04.1967      | [ ГС 104 ] |
| 111        | Елецких Мария Дмитриевна             | 25.06.1924 — 09.04.2010 | Звеньевая колхоза «Победа пятилетки» Елецкого района Орловской области | 30.03.1948      | [ ГС 105 ] |
| 112        | Елизарова Зинаида Ивановна           | 1911—1983               | Звеньевая 2-го отделения зернового совхоза имени Вильямса Министерства совхозов СССР, Кагальницкий район Ростовской области | 05.03.1949      | [ ГС 106 ] |
| 113        | Елизарова Прасковья Васильевна       | 14.10.1914 — 08.12.1989 | Звеньевая колхоза «Волна революции» Ромодановского района Мордовской АССР | 07.03.1960      | [ ГС 107 ] |
| 114        | Еликбаев Аалы                        | 1905—1970               | Председатель колхоза имени Кирова Нарынского района Тянь-Шаньской области | 15.09.1948      | [ ГС 108 ] |
| 115        | Елиневская Агафия Владимировна       | 1914 — ????             | Звеньевая семеноводческого совхоза имени 25 лет Октября Министерства совхозов СССР, Одесская область | 13.03.1948      | [ ГС 109 ] |
| 116        | Елисеев Василий Иванович             | 27.02.1927 — 04.03.1991 | Бульдозерист Водораздельного строительного района Волго-Донского судоходного канала имени В. И. Ленина Министерства внутренних дел СССР, Ростовская область                                                                                              | 19.09.1952      | [ ГС 110 ] |
| 117        | Елисеев Василий Михайлович           | 22.03.1915 — 26.08.1977 | Паровозный машинист депо Ленинград-Финляндский паровозной колонны Народного Комиссариата путей сообщения СССР № 48 | 05.11.1943      | [ ГС 111 ] |
| 118        | Елисеев Евгений Николаевич           | 19.09.1917 — 02.1990    | Старший машинист Ленинградского метрополитена имени В. И. Ленина | 20.12.1966      | [ ГС 112 ] |
| 119        | Елисеев Иван Васильевич              | 08.09.1909 — 21.08.1981 | Директор Североуральских бокситовых рудников Свердловского совнархоза | 09.06.1961      | [ ГС 113 ] |
| 120        | Елисеев Иван Николаевич              | 1921 — ????             | Машинист экскаватора управления механизации строительства Сталинградской ГЭС Министерства электростанций СССР | 09.08.1958      | [ ГС 114 ] |
| 121        | Елисеев Николай Захарович            | 23.11.1909 — 14.05.2006 | Слесарь-сборщик Южного машиностроительного завода Министерства общего машиностроения СССР, гор. Днепропетровск | 26.07.1966      | [ ГС 115 ] |
| 122        | Елисеев Николай Илларионович         | 25.07.1908 — 1983       | Главный агроном районного отдела сельского хозяйства Орджоникидзеабадского района Сталинабадской области | 01.03.1948      |            |
| 123        | Елисеева Анна Фёдоровна              | 01.07.1914 — 05.04.2002 | Звеньевая колхоза имени Сталина Сальского района Ростовской области | 27.07.1949      | [ ГС 116 ] |
| 124        | Елисеева Антонина Семёновна          | 1914—1985               | Заведующая молочнотоварной фермой колхоза имени Ленина Ленинградского района Краснодарского края | 22.03.1966      | [ ГС 117 ] |
| 125        | Елисеева Вера Григорьевна            | 1915—1990               | Доярка совхоза имени Ленина Калининского района Саратовской области | 22.03.1966      | [ ГС 118 ] |
| 126        | Елисеенко Галина Петровна            | 01.07.1935 — 22.08.2007 | Доярка колхоза «Рассвет» Кировского района Могилёвской области | 22.03.1966      | [ ГС 119 ] |
| 127        | Еличев Яков Михайлович               | 19.10.1908 — 22.12.1989 | Каменщик 2-го строительного участка треста «Томсктрансстрой» Министерства транспортного строительства СССР, гор. Новосибирск | 09.08.1958      | [ ГС 120 ] |
| 128        | Елкеев Мырзагерей                    | 1889—1956               | Скотник мясного совхоза «Копинский» Министерства совхозов СССР, Новороссийский район Актюбинской области | 03.12.1949      | [ ГС 121 ] |
| 129        | Елсукова Екатерина Иосифовна         | 30.11.1923 — 30.05.2007 | Председатель колхоза «Объединение» Новомосковского района Тульской области | 22.03.1966      | [ ГС 122 ] |
| 130        | Елфимов Василий Петрович             | 25.10.1925 — 22.11.1989 | Комбайнёр совхоза «Чикский» Коченёвского района Новосибирской области | 13.12.1972      | [ ГС 123 ] |
| 131        | Елфимов Иван Андреевич               | 23.02.1923 — ????       | Старший чабан колхоза «Путь Ленина» Изобильненского района Ставропольского края | 08.04.1971      | [ ГС 124 ] |
| 132        | Елхин Пётр Иванович                  | 10.10.1927 — 24.10.1978 | Звеньевой опытно-производственного хозяйства «Степное» Приморской государственной сельскохозяйственной опытной станции, Приморский край | 08.04.1971      | [ ГС 125 ] |
| 133        | Елчиев Фарадж Гейджа оглы            | 1897 — ????             | Бригадир колхоза имени Азизбекова Ахсуинского района Азербайджанской ССР | 10.03.1948      | [ ГС 126 ] |
| 134        | Елчиева Дильшад Вели кызы            | 16.05.1928 — ????       | Звеньевая колхоза имени Джапаридзе Сафаралиевского района Азербайджанской ССР | 12.07.1950      | [ ГС 127 ] |
| 135        | Ёлышев Геннадий Александрович        | 06.10.1925 — 27.07.1989 | Машинист экскаватора Южного угольного карьера треста «Вахрушевуголь» комбината «Свердловскуголь» Министерства угольной промышленности СССР, гор. Карпинск Свердловской области                                                                           | 29.06.1966      | [ ГС 128 ] |
| 136        | Ельцов Константин Сергеевич          | 22.12.1917 — 27.05.1983 | Директор электрометаллургического завода «Днепроспецсталь» имени А. Н. Кузьмина Министерства чёрной металлургии Украинской ССР, гор. Запорожье | 30.03.1971      | [ ГС 129 ] |
| 137        | Ельчищева Мария Павловна             | 30.09.1928 — 2001       | Звеньевая колхоза «Красный Октябрь» Лево-Россошанского района Воронежской области | 18.01.1948      | [ ГС 130 ] |
| 138        | Елян Амо Сергеевич                   | 10.01.1903 — 15.01.1965 | Директор артиллерийского завода № 92 имени И. В. Сталина, гор. Горький | 03.06.1942      | [ ГС 131 ] |
| 138.000003 | Емелина Галина Михайловна            | 17.11.1929 — 18.10.2017 | Звеньевая семеноводческого колхоза «Доброволец» Лунинского района Пензенской области | 27.06.1950      | [ ГС 132 ] |
| 139        | Емельяненко Григорий Андреевич       | 19.12.1912 — 22.09.2000 | Старший оператор цеха слябинга Запорожского металлургического завода имени Орджоникидзе «Запорожсталь» Запорожского совнархоза | 19.07.1958      | [ ГС 133 ] |
| 140        | Емельянов Вадим Николаевич           | 20.07.1937 — 23.02.2000 | Бригадир кузнецов Куйбышевского металлургического завода имени В. И. Ленина Министерства авиационной промышленности СССР | 26.07.1985      | [ ГС 134 ] |
| 141        | Емельянов Василий Ильич              | 17.09.1918 — ????       | Председатель колхоза «Победа» Сунженского района Чечено-Ингушской АССР | 23.06.1966      | [ ГС 135 ] |
| 142        | Емельянов Василий Семёнович          | 12.02.1901 — 27.06.1988 | Начальник научно-технического управления Министерства среднего машиностроения СССР, член-корреспондент Академии наук СССР, гор. Москва | 04.01.1954      | [ ГС 136 ] |
| 143        | Емельянов Виталий Андреевич          | 08.03.1924 — 24.02.2009 | Бригадир слесарей Ивановского завода автомобильных кранов Министерства строительного, дорожного и коммунального машиностроения СССР, гор. Иваново | 20.04.1971      | [ ГС 137 ] |
| 144        | Емельянов Владимир Александрович     | 15.07.1923 — 16.11.2015 | Директор судостроительного завода имени А. А. Жданова Министерства судостроительной промышленности СССР, гор. Ленинград | 16.07.1986      | [ ГС 138 ] |
| 145        | Емельянов Георгий Иванович           | 01.01.1912 — 23.01.1969 | Бригадир колхоза имени Ворошилова Яльчикского района Чувашской АССР | 19.03.1948      | [ ГС 139 ] |
| 146        | Емельянов Иван Абрамович             | 08.09.1901 — 03.09.1963 | Председатель семеноводческого колхоза имени Тимирязева Городецкого района Горьковской области | 09.04.1949      | [ ГС 140 ] |
| 147        | Емельянов Лев Александрович          | 03.08.1925 — 01.09.1976 | Начальник партии экспедиции № 186 предприятия № 10 Главного управления геодезии и картографии при Совете Министров СССР, гор. Ленинград | 15.06.1971      | [ ГС 141 ] |
| 148        | Емельянов Николай Петрович           | 05.02.1928 — 28.06.1997 | Машинист экскаватора Южного горно-обогатительного комбината Министерства чёрной металлургии Украинской ССР, гор. Кривой Рог Днепропетровской области | 30.03.1971      | [ ГС 142 ] |
| 149        | Емельянова Валентина Игнатьевна      | 05.04.1922 — 26.09.2002 | Аппаратчица Калужского комбината синтетических душистых веществ Министерства пищевой промышленности СССР | 21.07.1966      | [ ГС 143 ] |
| 150        | Емельянова Ксения Ильинична          | 01.01.1912 — 22.05.1992 | Свинарка колхоза «Путь Ленина» Мелитопольского района Запорожской области | 22.03.1966      | [ ГС 144 ] |
| 151        | Емельянова-Щукина Клавдия Давыдовна  | 1911 — 08.12.1983       | Стерженщица Московского автомобильного завода имени И. А. Лихачёва Московского городского совнархоза | 07.03.1960      | [ ГС 145 ] |
| 152        | Емец Алексей Васильевич              | 12.11.1899 — 21.05.1973 | Председатель колхоза имени Димитрова Близнюковского района Харьковской области | 07.05.1948      | [ ГС 146 ] |
| 153        | Емец Владимир Николаевич             | 20.05.1928 — 22.04.1981 | Бригадир скреперистов специализированного строительно-монтажного управления № 20 треста «Херсонводстрой» Министерства мелиорации и водного хозяйства Украинской ССР, Цюрупинский район Херсонской области                                                | 08.04.1971      | [ ГС 147 ] |
| 154        | Емишев Гали Хамашевич                | 10.03.1929 — 06.02.2018 | Звеньевой колхоза имени Чапаева Прохладненского района Кабардино-Балкарской АССР | 23.06.1966      | [ ГС 148 ] |
| 155        | Емурхба Шипа Гвадалович              | 1913 — ????             | Звеньевой колхоза имени Ленина Очемчирского района Абхазской АССР | 21.02.1948      | [ ГС 149 ] |
| 155.000004 | Енамукова Кунац Сафарбиевна          | 12.05.1940 — 15.04.2009 | Звеньевая колхоза «Путь к коммунизму» Кошехабльского района Адыгейской автономной области | 30.04.1966      |            |
| 156        | Енбаева Маржан                       | 01.09.1924 — 08.06.2015 | Старшая табунщица колхоза имени Степана Разина Испульского района Гурьевской области | 23.07.1948      | [ ГС 150 ] |
| 157        | Енгалычев Иван Сидорович             | род. 07.01.1931         | Мастер смены Каменского химического комбината «Россия» Министерства оборонной промышленности СССР, Ростовская область | 28.07.1966      | [ ГС 151 ] |
| 158        | Енгоян Сисак Татевосович             | 1891 — ????             | Звеньевой колхоза «Спартак» Нор-Баязетского района Армянской ССР | 02.02.1948      | [ ГС 152 ] |
| 159        | Енделадзе Александр Иванович         | 1898 — ????             | Бригадир колхоза имени Бакрадзе Маяковского района Грузинской ССР | 05.09.1950      | [ ГС 153 ] |
| 160        | Енделадзе Вацентий Акакиевич         | род. 1930               | Звеньевой колхоза имени Бакрадзе Маяковского района Грузинской ССР | 09.08.1949      | [ ГС 154 ] |
| 161        | Ененко Татьяна Васильевна            | 25.01.1910 — 13.02.1993 | Звеньевая колхоза «Красный садовод» Майкопского района Адыгейской автономной области | 06.05.1948      | [ ГС 155 ] |
| 162        | Еникеев Рифхат Салихович             | 09.05.1924 — 17.04.2000 | Председатель колхоза имени Карла Маркса Дюртюлинского района Башкирской АССР | 08.04.1971      | [ ГС 156 ] |
| 163        | Енин Пётр Семёнович                  | 16.07.1926 — 18.08.2003 | Поездной диспетчер Новосибирского отделения Томской железной дороги, Новосибирская область | 01.08.1959      | [ ГС 157 ] |
| 163.000005 | Еничева Мария Павловна               | 30.09.1928 — 2001       | Звеньевая колхоза «Красный Октябрь» Лево-Россошанского района Воронежской области | 18.01.1948      | [ ГС 158 ] |
| 163.000006 | Енькова Мария Тимофеевна             | 18.12.1921 — 21.10.1999 | Звеньевая колхоза «Берлесуэнбек» Джамбулского района Джамбулской области | 11.04.1949      | [ ГС 159 ] |
| 164        | Енютин Владимир Сергеевич            | 05.11.1925 — 2002       | Машинист экскаватора Еленовского рудоуправления треста «Огнеупорнеруд» Сталинского совнархоза | 19.07.1958      | [ ГС 160 ] |
| 165        | Епанчин Николай Яковлевич            | 21.06.1909 — 07.05.1993 | Главный кондуктор колонны паровозов особого резерва № 12 | 05.11.1943      | [ ГС 161 ] |
| 166        | Епифанов Борис Николаевич            | 18.02.1921 — 18.11.2009 | Токарь-расточник Ульяновского приборостроительного завода Министерства авиационной промышленности СССР | 10.05.1966      | [ ГС 162 ] |
| 167        | Епифанов Николай Владимирович        | 1919 — ????             | Машинист турбинного цеха Южно-Уральской ГРЭС Челябэнерго Министерства энергетики и электрификации СССР, Челябинская область | 04.10.1966      |            |
| 168        | Епифанцев Андрей Павлович            | 13.10.1911 — ????       | Бригадир рабочих Прокопьевского мясокомбината Министерства мясной и молочной промышленности РСФСР, Кемеровская область | 26.04.1971      | [ ГС 163 ] |
| 169        | Епифанцев Николай Сергеевич          | 17.06.1929 — 27.02.1999 | Мастер Орско-Халиловского металлургического комбината Министерства чёрной металлургии СССР, гор. Новотроицк Оренбургской области | 22.03.1966      | [ ГС 164 ] |
| 170        | Епифанцев Серафим Прохорович         | 13.05.1929 — 19.05.2017 | Мастер Синарского трубного завода Министерства чёрной металлургии СССР, гор. Каменск-Уральский Свердловской области | 22.03.1966      | [ ГС 165 ] |
| 171        | Епишев Владимир Семёнович            | 21.12.1925 — 24.06.1999 | Резьбошлифовщик Курганского машиностроительного завода имени В. И. Ленина Министерства оборонной промышленности СССР | 26.04.1971      | [ ГС 166 ] |
| 172        | Епринцева Вера Владимировна          | 1935 — 01.09.1993       | Доярка Борисоглебского совхоза Октябрьского района Амурской области | 07.03.1960      | [ ГС 167 ] |
| 173        | Ербягин Александр Иосифович          | 1919 — 30.08.1972       | Старший конюх молочного совхоза «Июсский» Министерства совхозов СССР, Орджоникидзевский район Хакасской автономной области | 16.07.1949      | [ ГС 168 ] |
| 174        | Ервандян Джемма Суреновна            | род. 1932               | Звеньевая колхоза села Мргашат Октемберянского района Армянской ССР | 08.04.1971      | [ ГС 169 ] |
| 175        | Ерекеев Рахим                        | род. 1937               | Тракторист колхоза имени Энгельса Амударьинского района Каракалпакской АССР | 06.03.1980      | [ ГС 170 ] |
| 176        | Ерекенов Орынтай                     | род. 1940               | Комбайнёр совхоза «Бериктас» Джамбулского района Алма-Атинской области | 10.12.1973      | [ ГС 171 ] |
| 177        | Еремеев Александр Сергеевич          | 12.11.1897 — 1979       | Заместитель главного конструктора завода «Электросила» имени С. М. Кирова Ленинградского совнархоза | 21.06.1957      | [ ГС 172 ] |
| 178        | Еремеев Виктор Васильевич            | 06.09.1926 — 27.04.1994 | Бригадир водителей автомобилей автоколонны № 1180 Министерства автомобильного транспорта РСФСР, гор. Балаково Саратовской области | 13.05.1977      | [ ГС 173 ] |
| 179        | Еремеев Михаил Иванович              | 1909 — ????             | Старший механик совхоза «30 лет комсомола» Министерства хлопководства СССР, Сурхан-Дарьинская область | 02.10.1952      |            |
| 180        | Еремеев Николай Егорович             | 1927 — ????             | Бригадир комплексной бригады треста «Читапромстрой» Министерства промышленного строительства СССР, Читинская область | 05.04.1971      |            |
| 181        | Еремеев Сергей Васильевич            | 05.10.1908 — 04.07.1988 | Председатель колхоза имени Свердлова Богдановичского района Свердловской области | 23.06.1966      | [ ГС 174 ] |
| 182        | Еремеева Мария Семёновна             | 15.09.1934 — 10.05.2020 | Бригадир рабочих Московского кондитерского комбината «Рот фронт» Министерства пищевой промышленности РСФСР | 17.01.1974      | [ ГС 175 ] |
| 183        | Ерёменко Антонина Григорьевна        | 1903 — 06.09.1970       | Звеньевая колхоза имени Карла Маркса Скалатского района Тернопольской области | 26.02.1958      |            |
| 184        | Ерёменко Василий Васильевич          | 1923—2009               | Председатель колхоза имени Ленина Новошульбинского района Семипалатинской области | 10.12.1973      | [ ГС 176 ] |
| 184.000007 | Ерёменко Галина Григорьевна          | род. 1934               | Рабочая Хецерского совхоза Министерства сельского хозяйства СССР, Зугдидский район Грузинской ССР | 31.07.1950      | [ ГС 177 ] |
| 185        | Ерёменко Зинаида Петровна            | 31.05.1936 — 29.09.2013 | Шлифовщица завода «Ростсельмаш» производственного объединения «Ростсельмаш» имени Ю. В. Андропова Министерства тракторного и сельскохозяйственного машиностроения СССР, гор. Ростов-на-Дону                                                              | 31.05.1984      | [ ГС 178 ] |
| 186        | Ерёменко Иван Никифорович            | 05.10.1926 — 24.07.2009 | Комбайнёр колхоза имени Ильича Вольнянского района Запорожской области | 24.12.1976      | [ ГС 179 ] |
| 187        | Ерёменко Константин Владимирович     | 1918—1993               | Директор Каиндинской МТС Адамовского района Чкаловской области | 11.01.1957      | [ ГС 180 ] |
| 187.000008 | Ерёменко Мария Касьяновна            | род. 05.11.1930         | Бригадир комплексной бригады управления начальника работ № 5 строительного треста № 1 Министерства строительства Белорусской ССР, гор. Минск | 09.08.1958      | [ ГС 181 ] |
| 188        | Ерёменко Назар Константинович        | 15.10.1909 — 03.12.1974 | Председатель колхоза «Россия» Тимашёвского района Краснодарского края | 31.12.1965      | [ ГС 182 ] |
| 189        | Ерёменко Николай Андреевич           | род. 1939               | Проходчик тоннельного отряда № 12 управления строительства «Бамтоннельстрой» Министерства транспортного строительства СССР, Бурятская АССР | 25.10.1984      | [ ГС 183 ] |
| 190        | Ерёменко Пётр Иович                  | 25.08.1918 — 31.12.1977 | Звеньевой механизированного звена колхоза «Заветы Ленина» Динского района Краснодарского края | 31.12.1965      | [ ГС 184 ] |
| 191        | Ерёмин Александр Павлович            | 17.08.1941 — 28.03.2014 | Буровой мастер Узенского управления буровых работ производственного объединения «Мангышлакнефть» Министерства нефтяной промышленности СССР, Мангышлакская область                                                                                        | 02.03.1981      | [ ГС 185 ] |
| 192        | Ерёмин Василий Алексеевич            | 29.01.1912 — 19.03.1970 | Бригадир совхоза «Даниловский» Лопатинского района Пензенской области | 22.03.1966      | [ ГС 186 ] |
| 193        | Ерёмин Виктор Алексеевич             | род. 27.08.1927         | Бригадир слесарей-монтажников 2-го Новокузнецкого монтажного управления треста «Сибметаллургмонтаж» Министерства монтажных и специальных строительных работ СССР, Кемеровская область                                                                    | 21.12.1970      | [ ГС 187 ] |
| 194        | Ерёмин Владимир Харитонович          | 02.03.1929 — 08.07.2007 | Старший дорожный мастер Московско-Ярославской дистанции пути Московской железной дороги, гор. Москва | 04.08.1966      | [ ГС 188 ] |
| 195        | Ерёмин Григорий Егорович             | 03.03.1909 — 06.04.1981 | Слесарь-сборщик завода № 88 Государственного комитета Совета Министров СССР по оборонной технике, Московская область | 17.06.1961      | [ ГС 189 ] |
| 196        | Ерёмин Леонид Георгиевич             | 1918 — ????             | Директор Частоостровской МТС Емельяновского района Красноярского края | 11.01.1957      | [ ГС 190 ] |
| 197        | Ерёмин Степан Яковлевич              | 23.10.1911 — 29.05.1988 | Старший рабочий разливочной машины доменного цеха Кушвинского металлургического завода Свердловского совнархоза | 19.07.1958      | [ ГС 191 ] |
| 198        | Ерёмкин Александр Артемьевич         | 13.12.1903 — 11.02.1995 | Бригадир бетонщиков Барнаульского строительного управления № 1 ордена Ленина треста «Стройгаз» Алтайского совнархоза | 09.08.1958      | [ ГС 192 ] |
| 199        | Ерешев Сагиндык                      | 07.01.1929 — 06.05.2009 | Старший чабан совхоза «Жулдузский» Фурмановского района Уральской области | 22.03.1966      | [ ГС 193 ] |
| 200        | Ерешко Василий Терентьевич           | 17.06.1928 — 05.11.2004 | Бригадир колхоза «Коммунист» Баштанского района Николаевской области | 23.06.1966      |            |
| 201        | Ёрж Нина Степановна                  | 14.01.1914 — 10.02.1995 | Звеньевая виноградарского совхоза «Абрау-Дюрсо» Министерства пищевой промышленности СССР, Новороссийский район Краснодарского края | 26.09.1950      | [ ГС 194 ] |
| 202        | Ержанов Ергали                       | 1880 — 10.10.1950       | Старший чабан колхоза «Шингельши» Джурунского района Актюбинской области | 23.07.1948      | [ ГС 195 ] |
| 203        | Ержанов Куаныш                       | 05.10.1912 — 10.10.1988 | Старший чабан колхоза «30 лет Казахской ССР» Уильского района Актюбинской области | 29.03.1958      | [ ГС 196 ] |
| 204        | Ержанов Манат Бакытович              | 1929 — 22.01.2004       | Бригадир совхоза «Ащесайский» Чингирлауского района Уральской области | 10.12.1973      | [ ГС 197 ] |
| 205        | Ержанов Накып                        | 1887—1962               | Старший табунщик колхоза «Талап» Яны-Курганского района Кзыл-Ординской области | 23.07.1948      | [ ГС 198 ] |
| 206        | Ержанова Закира                      | 1926—2006               | Звеньевая колхоза «Кзыл-Ту» Чиилийского района Кзыл-Ординской области | 23.06.1966      | [ ГС 199 ] |
| 207        | Еримбетов Елубай                     | 1884—1961               | Старший чабан колхоза «Жана-Курлыс» Челкарского района Актюбинской области | 23.07.1948      | [ ГС 200 ] |
| 208        | Еримов Юрий Александрович            | 18.04.1925 — ????       | Дубильщик Челябинского кожевенного завода Министерства лёгкой промышленности РСФСР | 09.06.1966      | [ ГС 201 ] |
| 209        | Ерин Борис Георгиевич                | 18.08.1929 — 08.02.1984 | Тракторист колхоза имени Ленина Энгельсского района Саратовской области | 23.06.1966      | [ ГС 202 ] |
| 210        | Еркалиев Аби                         | 1890 — 26.05.1975       | Старший табунщик колхоза «Миялы» Кзыл-Кугинского района Гурьевской области | 23.07.1948      | [ ГС 203 ] |
| 211        | Ёркин Иван Егорович                  | 10.05.1917 — 15.05.2004 | Комбайнёр совхоза «Земетчинский» Земетчинского района Пензенской области | 23.06.1966      | [ ГС 204 ] |
| 212        | Ёркин Николай Тимофеевич             | 28.01.1912 — 11.04.1970 | Колхозник колхоза имени Молотова Астрахан-Базарского района Азербайджанской ССР | 17.08.1950      | [ ГС 205 ] |
| 213        | Еркинов Байназар                     | 1890 — ????             | Старший чабан колхоза «Уч-Арал» Таласского района Джамбулской области | 23.07.1948      | [ ГС 206 ] |
| 214        | Еркомайшвили Александра Ираклиевна   | 1916—1977               | Колхозница колхоза имени Ленина Чохатаурского района Грузинской ССР | 29.08.1949      | [ ГС 207 ] |
| 215        | Ермагамбетов Балекеш                 | 1891—1989               | Старший табунщик колхоза «Сазды» Аральского района Кзыл-Ординской области | 23.07.1948      | [ ГС 208 ] |
| 216        | Ермагамбетов Карабек                 | 1893—1957               | Старший конюх молочного совхоза «Чекат» Министерства совхозов СССР, Павлодарский район Павлодарской области | 03.12.1949      | [ ГС 209 ] |
| 217        | Ермак Даниил Иосифович               | 10.04.1918 — 02.01.1984 | Бригадир колхоза «За коммунизм» Шушенского района Красноярского края | 19.04.1967      | [ ГС 210 ] |
| 218        | Ермаков Александр Иванович           | 08.10.1916 — 24.05.1987 | Токарь завода «Сибсельмаш» Министерства оборонной промышленности СССР, гор. Новосибирск | 28.07.1966      | [ ГС 211 ] |
| 219        | Ермаков Василий Петрович             | род. 1927               | Комбайнёр Частоостровского совхоза Емельяновского района Красноярского края | 19.04.1967      | [ ГС 212 ] |
| 220        | Ермаков Иван Михайлович              | 22.09.1924 — 25.03.1997 | Председатель колхоза «Протва» Угодско-Заводского района Калужской области | 08.04.1971      | [ ГС 213 ] |
| 221        | Ермаков Матвей Андреевич             | 06.08.1904 — 12.12.1968 | Бригадир свиноводческого совхоза имени М. Горького Министерства совхозов СССР, Кавказский район Краснодарского края | 17.05.1951      |            |
| 222        | Ермаков Пётр Александрович           | 05.11.1914 — 18.03.1969 | Поездной вагонный мастер колонны особого резерва № 7 | 05.11.1943      | [ ГС 214 ] |
| 223        | Ермакова Агафья Петровна             | 1919 — 04.06.1976       | Звеньевая колхоза имени Будённого Можайского района Московской области | 04.03.1949      | [ ГС 215 ] |
| 224        | Ермакова Екатерина Максимовна        | 08.10.1923 — 13.02.2013 | Старший весовщик станции Москва-Товарная-Курская Московской железной дороги, гор. Москва | 04.05.1971      | [ ГС 216 ] |
| 225        | Ермакова Надежда Дмитриевна          | 02.07.1926 — 11.02.1980 | Почтальон Прокопьевского районного узла связи Министерства связи СССР, Кемеровская область | 04.05.1971      | [ ГС 217 ] |
| 226        | Ермакович Алексей Степанович         | 1922 — 28.01.2000       | Бригадир тракторной бригады Кузнецкой МТС Кузнецкого района Кемеровской области | 06.03.1948      | [ ГС 218 ] |
| 227        | Ерманов Шерим Ерманович              | 1906 — 16.12.1987       | Председатель совхоза «Тимурский» Кзылкумского района Чимкентской области | 22.03.1966      | [ ГС 219 ] |
| 228        | Ерманчук Иван Фёдорович              | 19.07.1910 — 16.07.1987 | Бригадир колхоза имени Ленина Коста-Хетагуровского района Северо-Осетинской АССР | 09.03.1948      | [ ГС 220 ] |
| 229        | Ермеков Байбек                       | 15.02.1900 — 18.10.1965 | Председатель колхоза «Кзыл-Аскер» Келесского района Южно-Казахстанской области | 28.03.1948      | [ ГС 221 ] |
| 230        | Ермилов Василий Тимофеевич           | 19.06.1914 — 31.10.1974 | Мастер Серпуховского молочного завода Министерства мясной и молочной промышленности РСФСР, Московская область | 26.04.1971      | [ ГС 222 ] |
| 231        | Ермилов Виктор Васильевич            | 24.11.1909 — 14.01.1982 | Слесарь станкостроительного завода «Красный пролетарий» имени Ефремова Министерства станкостроительной и инструментальной промышленности СССР, гор. Москва                                                                                               | 15.03.1957      | [ ГС 223 ] |
| 232        | Ермилов Дмитрий Макарович            | род. 09.01.1925         | Токарь-расточник опытного завода Ленинградского научно-производственного объединения «Азимут» Министерства судостроительной промышленности СССР | 27.10.1976      | [ ГС 224 ] |
| 233        | Ермишев Орынгали                     | 1896—1962               | Старший табунщик колхоза имени Чапаева Урдинского района Западно-Казахстанской области | 23.07.1948      | [ ГС 225 ] |
| 234        | Ермолаев Степан Александрович        | 12.12.1929 — 04.08.2006 | Слесарь Красноярского комбайнового завода Министерства тракторного и сельскохозяйственного машиностроения СССР | 05.08.1966      | [ ГС 226 ] |
| 235        | Ермолаева Вера Александровна         | 1926 — ????             | Звеньевая колхоза имени Ф. Энгельса Ново-Малыклинского района Ульяновской области | 27.02.1948      | [ ГС 227 ] |
| 236        | Ермолаева Надежда Ивановна           | род. 1939               | Бригадир отделочников строительного управления «Чирчикхимстрой» строительного треста № 160 Министерства строительства Узбекской ССР, Ташкентская область                                                                                                 | 21.01.1981      | [ ГС 228 ] |
| 237        | Ермоленко Иван Васильевич            | 10.11.1913 — 08.05.1980 | Мастер шагающего экскаватора Донского строительного района Волго-Донского судоходного канала имени В. И. Ленина Министерства внутренних дел СССР | 19.09.1952      | [ ГС 229 ] |
| 238        | Ермолович Василий Михайлович         | 20.01.1929 — 14.12.2014 | Бригадир машинистов экскаватора Соколовско-Сарбайского горно-обогатительного комбината имени В. И. Ленина Министерства чёрной металлургии СССР, Кустанайская область                                                                                     | 12.05.1977      | [ ГС 230 ] |
| 239        | Ермольчук Иван Калистратович         | 07.01.1927 — 23.06.1997 | Горнорабочий очистного забоя шахты № 17—18 имени Красной Армии треста «Добропольуголь» комбината «Донецкуголь» Министерства угольной промышленности Украинской ССР, Донецкая область                                                                     | 29.06.1966      | [ ГС 231 ] |
| 240        | Ермошкин Василий Дмитриевич          | 24.09.1928 — 2004       | Бригадир горнорабочих очистного забоя шахты № 76/75 комбината «Кизелуголь» Министерства угольной промышленности СССР, Пермская область | 29.06.1966      | [ ГС 232 ] |
| 241        | Ермошкин-Дмитриев Григорий Фёдорович | 1898—1971               | Директор Берёзовской МТС Советского района Красноярского края | 07.01.1948      | [ ГС 233 ] |
| 242        | Ермураки Тимофей Михайлович          | 1922—1982               | Председатель колхоза «Победа» Леовского района Молдавской ССР | 23.06.1966      |            |
| 243        | Ерофеев Александр Павлович           | 23.11.1929 — 22.10.1981 | Проходчик шахты «Байдаевская» треста «Куйбышевуголь» комбината «Кузбассуголь» Министерства угольной промышленности СССР, Кемеровская область | 26.04.1957      | [ ГС 234 ] |
| 244        | Ерофеев Виктор Дмитриевич            | 16.10.1907 — 18.02.1989 | Директор Купавинской тонкосуконной фабрики имени И. Н. Акимова Министерства лёгкой промышленности РСФСР, Московская область | 09.06.1966      | [ ГС 235 ] |
| 245        | Ерофеев Дмитрий Александрович        | 02.12.1930 — 25.09.1992 | Бригадир слесарей Щёкинского завода «Кислотоупор» Министерства промышленности строительных материалов РСФСР, Тульская область | 07.05.1971      | [ ГС 236 ] |
| 246        | Ерофеева Анастасия Фёдоровна         | 02.04.1942 — 16.05.2015 | Прядильщица Ивановского меланжевого комбината имени К. И. Фролова Министерства текстильной промышленности РСФСР, Ивановская область | 31.12.1973      | [ ГС 237 ] |
| 247        | Ерохина Ольга Тихоновна              | 28.03.1914 — 15.03.1995 | Птичница совхоза «Каховский» Каховского района Херсонской области | 08.04.1971      | [ ГС 238 ] |
| 248        | Ерошевский Тихон Иванович            | 26.06.1902 — 22.07.1984 | Заведующий кафедрой глазных болезней Куйбышевского медицинского института, член-корреспондент Академии медицинских наук СССР | 05.07.1972      | [ ГС 239 ] |
| 249        | Ерошина Елизавета Ефимовна           | 30.08.1927 — 24.08.1984 | Звеньевая ордена Ленина колхоза имени Сталина Вурнарского района Чувашской АССР | 19.03.1948      | [ ГС 240 ] |
| 250        | Ерпылёв Виктор Михайлович            | 02.05.1933 — 25.04.1995 | Директор шахты «Нагорная» производственного объединения «Гидроуголь» Министерства угольной промышленности СССР, гор. Новокузнецк Кемеровской области | 12.08.1980      | [ ГС 241 ] |
| 251        | Еругин Николай Павлович              | 14.04.1907 — 12.02.1990 | Заведующий кафедрой дифференциальных уравнений Белорусского государственного университета, академик Академии наук Белорусской ССР, гор. Минск | 13.03.1969      | [ ГС 242 ] |
| 252        | Ершков Илларион Семёнович            | 31.10.1907 — 31.01.1972 | Забойщик шахты имени Сталина треста «Кадиевуголь» Министерства угольной промышленности Украинской ССР, Ворошиловградская область | 26.04.1957      | [ ГС 243 ] |
| 253        | Ершов Владимир Семёнович             | 20.04.1928 — 29.04.2010 | Комбайнёр колхоза «Родина» Петровского района Саратовской области | 08.04.1971      | [ ГС 244 ] |
| 254        | Ерыженко Нина Алексеевна             | 20.11.1927 — 03.01.2008 | Звеньевая семеноводческого звена совхоза имени Нансена Министерства совхозов СССР, Апостоловский район Днепропетровской области | 20.08.1949      | [ ГС 245 ] |
| 255        | Ерыкалова Юлия Николаевна            | 25.06.1919 — 24.06.2011 | Начальник отделения больницы станции Нижнеудинск Восточно-Сибирской железной дороги, Иркутская область | 04.02.1969      | [ ГС 246 ] |
| 256        | Есаянц Акоп Галустович               | 25.05.1910 — ????       | Управляющий отделением виноградарского совхоза «Азербайджан» Министерства пищевой промышленности СССР, Азербайджанская ССР | 04.09.1950      | [ ГС 247 ] |
| 257        | Есаянц Сирануш Оганесовна            | 21.12.1926 — ????       | Звеньевая виноградарского совхоза «Азербайджан» Министерства пищевой промышленности СССР, Азербайджанская ССР | 04.09.1950      | [ ГС 248 ] |
| 258        | Есболатова Катша                     | 1913 — ????             | Звеньевая колхоза «Джаналык» Талды-Курганского района Талды-Курганской области | 28.03.1948      | [ ГС 249 ] |
| 259        | Есбулов Дузбай                       | 1893 — 28.03.1968       | Старший табунщик колхоза имени Сталина Аральского района Кзыл-Ординской области | 23.07.1948      | [ ГС 250 ] |
| 260        | Есембеков Палуан                     | 1915 — 20.02.1954       | Старший чабан колхоза имени Ленина Таласского района Джамбулской области | 23.07.1948      | [ ГС 251 ] |
| 261        | Есеналиев Дагар                      | 1886 — ????             | Старший чабан колхоза имени Орджоникидзе Тайпакского района Западно-Казахстанской области | 23.07.1948      |            |
| 262        | Есенбаев Махамбет                    | 1901—1965               | Старший чабан Баксайского каракулеводческого совхоза Гурьевской области | 29.03.1958      | [ ГС 252 ] |
| 263        | Есенжолова Сагила Абдрахмановна      | 20.11.1942 — 30.07.2020 | Бригадир совхоза имени Кирова Целиноградского района Целиноградской области | 19.02.1981      | [ ГС 253 ] |
| 264        | Есенков Сергей Васильевич            | 07.10.1929 — 31.12.2008 | Начальник 2-го (испытательного) управления 53-го Научно-исследовательского испытательного полигона Министерства обороны СССР, Архангельская область | 21.02.1978      | [ ГС 254 ] |
| 265        | Есентаев Нурмухамед                  | 1909 — 23.08.1975       | Управляющий отделением имени Дзержинского хлопкосовхоза «Пахта-Арал» Ильичёвского района Южно-Казахстанской области | 08.06.1957      | [ ГС 255 ] |
| 266        | Есжанов Муса                         | 1893 — ????             | Старший чабан колхоза «Интернационал» Сары-Суйского района Джамбулской области | 12.07.1949      | [ ГС 256 ] |
| 267        | Есимов Ескендир                      | 03.02.1929 — 08.12.2021 | Старший чабан совхоза имени Маншук Маметовой Джаныбекского района Уральской области | 22.03.1966      | [ ГС 257 ] |
| 268        | Есимов Сейдуали                      | 1889 — 02.03.1985       | Старший табунщик колхоза «Берлесу-Энбек» Джамбулского района Джамбулской области | 23.07.1948      | [ ГС 258 ] |
| 269        | Есимханов Сартай                     | 13.04.1931 — ????       | Аппаратчик Джамбулского суперфосфатного завода Министерства химической промышленности СССР, Джамбулская область | 15.01.1974      | [ ГС 259 ] |
| 270        | Есин Герман Фёдорович                | 22.11.1928 — 22.09.1992 | Бригадир комплексной бригады Павлодарского строительно-монтажного управления № 1901 треста «Павлодарсельстрой» № 19 Министерства сельского строительства Казахской ССР                                                                                   | 08.01.1974      | [ ГС 260 ] |
| 271        | Есин Михаил Иванович                 | 17.11.1917 — 13.03.1986 | Бригадир колхоза «Борьба» Арзамасского района Горьковской области | 08.04.1971      | [ ГС 261 ] |
| 272        | Есин Николай Александрович           | 20.04.1927 — 07.10.2017 | Бригадир бетонщиков строительно-монтажного управления № 9 строительного треста № 42 Главюжуралстроя Министерства строительства предприятий тяжёлой индустрии СССР, гор. Челябинск                                                                        | 08.01.1974      | [ ГС 262 ] |
| 273        | Есин Пётр Васильевич                 | 10.07.1925 — 03.05.1998 | Тракторист-машинист совхоза «Быковский» Алексеевского района Белгородской области | 10.02.1975      | [ ГС 263 ] |
| 274        | Есин Фёдор Петрович                  | 24.02.1910 — 24.02.1982 | Старший механик Степной МТС Михайловского района Алтайского края | 04.03.1948      | [ ГС 264 ] |
| 275        | Есипенко Илларион Тимофеевич         | 19.06.1894 — 07.09.1988 | Директор ордена Ленина конного завода № 158 Сальского района Ростовской области, генерал-майор | 26.07.1949      | [ ГС 265 ] |
| 276        | Есиркепов Кудайберген                | 1890 — ????             | Старший чабан колхоза «Кзыл-Макташи» Таласского района Джамбулской области | 23.07.1948      | [ ГС 266 ] |
| 277        | Ескалиев Магаз                       | 1891—1963               | Заведующий коневодством колхоза «Карабатыр» Новобогатинского района Гурьевской области | 23.07.1948      | [ ГС 267 ] |
| 278        | Ескараев Ажихан                      | род. 15.06.1937         | Тракторист, механик-водитель хлопкоуборочной машины совхоза имени XX партсъезда Кировского района Сырдарьинской области | 01.03.1965      | [ ГС 268 ] |
| 279        | Ескендиров Каиржан                   | 04.05.1929 — 13.05.1982 | Бригадир совхоза «Амангельдинский» Макинского района Целиноградской области | 10.12.1973      | [ ГС 269 ] |
| 280        | Ескожаев Узакбай                     | 1884—1957               | Заведующий коневодством колхоза имени Тельмана Шевченковского района Гурьевской области | 23.07.1948      | [ ГС 270 ] |
| 281        | Есмуратов Калим                      | 04.06.1928 — 18.02.2019 | Старший табунщик колхоза имени Степана Разина Испульского района Гурьевской области | 23.07.1948      | [ ГС 271 ] |
| 282        | Есниязов Алгазы                      | 1889 — 21.12.1972       | Старший табунщик колхоза имени Фурманова Фурмановского района Западно-Казахстанской области | 23.07.1948      | [ ГС 272 ] |
| 283        | Еспанов Узак                         | 15.12.1928 — 04.11.2014 | Директор совхоза «Маданиет» Джалагашского района Кзыл-Ординской области | 10.12.1973      | [ ГС 273 ] |
| 284        | Есполаев Аубакир                     | 1887 — 11.09.1962       | Старший чабан колхоза имени Карла Маркса Фурмановского района Западно-Казахстанской области | 23.07.1948      | [ ГС 274 ] |
| 285        | Есполов Досан                        | 1900 — ????             | Председатель колхоза имени Калинина Амангельдинского района Кустанайской области | 23.07.1948      | [ ГС 275 ] |
| 286        | Есполов Кошан                        | 1894 — ????             | Старший табунщик колхоза имени Молотова Амангельдинского района Кустанайской области | 23.07.1948      | [ ГС 276 ] |
| 287        | Есхожаев Артык                       | 1890—1965               | Старший чабан овцеводческого совхоза «Сыр-Дарьинский» Министерства совхозов СССР, Сары-Агачский район Южно-Казахстанской области | 23.07.1948      | [ ГС 277 ] |
| 288        | Еськин Филипп Николаевич             | 1905—1963               | Бригадир колхоза «Путиловец» Минусинского района Красноярского края | 07.01.1948      | [ ГС 278 ] |
| 289        | Еськов Митрофан Фёдорович            | 30.07.1910 — 10.03.1988 | Управляющий отделением конного завода № 10 Хреновского района Воронежской области | 29.10.1948      | [ ГС 279 ] |
| 290        | Есюнин Леонид Васильевич             | 09.04.1939 — 2009       | Токарь Пермского машиностроительного завода имени Ф. Э. Дзержинского Министерства машиностроения СССР | 10.03.1981      | [ ГС 280 ] |
| 291        | Ефанов Иван Семёнович                | 16.01.1924 — 24.05.1985 | Председатель колхоза «Свободная жизнь» Кимовского района Тульской области | 08.04.1971      | [ ГС 281 ] |
| 292        | Ефентьев Василий Яковлевич           | 1905—1982               | Скотник мясного совхоза «Приозёрный» Министерства совхозов СССР, Никольский район Астраханской области | 17.09.1949      | [ ГС 282 ] |
| 293        | Еферин Анатолий Фомич                | 21.10.1932 — 21.08.2014 | Машинист крана-трубоукладчика строительного управления № 1 треста «Уралнефтегазстрой» Министерства газовой промышленности СССР, гор. Челябинск | 01.07.1966      | [ ГС 283 ] |
| 294        | Ефименко Андрей Сергеевич            | род. 10.08.1929         | Бригадир-садовод колхоза имени Куйбышева Ореховского района Запорожской области | 08.12.1973      | [ ГС 284 ] |
| 295        | Ефименко Василий Кузьмич             | 28.12.1926 — 06.07.2002 | Аппаратчик Ульбинского металлургического завода Министерства среднего машиностроения СССР, гор. Усть-Каменогорск Восточно-Казахстанской области | 26.04.1971      | [ ГС 285 ] |
| 296        | Ефименко Вера Андреевна              | 1923—2000               | Машинист Вольского цементного завода «Большевик» Саратовского совнархоза | 07.03.1960      | [ ГС 286 ] |
| 297        | Ефименко Иван Иванович               | 1927 — ????             | Бригадир совхоза «Таловский» Станично-Луганского района Ворошиловградской области | 08.12.1973      | [ ГС 287 ] |
| 298        | Ефименко Мария Васильевна            | род. 1924               | Звеньевая колхоза имени Молотова Теремновского района Волынской области | 05.08.1954      |            |
| 299        | Ефименко Нина Федосовна              | 1941 — 04.04.2005       | Мастер машинного доения совхоза «Краснопольский» Углегорского района Сахалинской области | 14.12.1984      | [ ГС 288 ] |
| 300        | Ефименко Фёдор Лазаревич             | 12.10.1910 — ????       | Комбайнёр совхоза «Московский» Есильского района Акмолинской области | 11.01.1957      | [ ГС 289 ] |
| 301        | Ефимков Анатолий Андреевич           | 1928 — ????             | Токарь Ташкентского инструментального завода Среднеазиатского совнархоза | 01.03.1965      | [ ГС 290 ] |
| 302        | Ефимов Александр Борисович           | 15.09.1910 — ????       | Каменщик цеха ремонта металлургических печей Кузнецкого металлургического комбината Кемеровского совнархоза | 19.07.1958      | [ ГС 291 ] |
| 303        | Ефимов Александр Петрович            | 12.05.1925 — 01.01.2005 | Тракторист колхоза имени Ленина Монастырщинского района Смоленской области | 08.04.1971      | [ ГС 292 ] |
| 304        | Ефимов Борис Ефимович                | 28.09.1900 — 01.10.2008 | Действительный член Академии художеств СССР, главный редактор творческо-производственного объединения «Агитплакат», гор. Москва | 06.11.1990      | [ ГС 293 ] |
| 305        | Ефимов Валентин Владимирович         | 07.07.1916 — 10.11.1981 | Главный зоотехник совхоза «Тюрнясевский» Октябрьского района Татарской АССР | 22.03.1966      | [ ГС 294 ] |
| 306        | Ефимов Василий Иванович              | 1917 — ????             | Звеньевой колхоза «Новая жизнь» Джамбулского района Алма-Атинской области | 28.03.1948      | [ ГС 295 ] |
| 307        | Ефимов Дмитрий Васильевич            | 15.02.1925 — 23.08.1987 | Старший мастер завода «Ростсельмаш» Министерства тракторного и сельскохозяйственного машиностроения СССР, гор. Ростов-на-Дону | 05.04.1971      | [ ГС 296 ] |
| 308        | Ефимов Иван Иванович                 | 03.07.1919 — ????       | Главный кондуктор колонны паровозов особого резерва № 46 Народного комиссариата путей сообщения | 05.11.1943      | [ ГС 297 ] |
| 309        | Ефимов Иван Иванович                 | 25.09.1888 — 25.09.1964 | Паровозный машинист депо Горбачёво Московско-Курской железной дороги, Тульская область | 05.11.1943      | [ ГС 298 ] |
| 310        | Ефимов Павел Алексеевич              | 11.07.1908 — 29.05.1999 | Генеральный директор Ленинградского научно-производственного объединения «Электроавтоматика» Министерства авиационной промышленности СССР | 09.09.1976      | [ ГС 299 ] |
| 311        | Ефимов Сергей Кириллович             | 25.09.1918 — 06.04.1979 | Директор Молотовской МТС Арыкбалыкского района Кокчетавской области | 11.01.1957      | [ ГС 300 ] |
| 312        | Ефимова Евдокия Леонтьевна           | 14.08.1923 — 2006       | Ткачиха суконной фабрики «Ленсукно» Министерства лёгкой промышленности РСФСР, гор. Ленинград | 05.04.1971      | [ ГС 301 ] |
| 313        | Ефимцев Григорий Владимирович        | 25.11.1909 — 20.08.1976 | Обжигальщик кольцевых печей Бескудниковского керамического завода Главмоспромстройматериалов, гор. Москва | 21.06.1963      | [ ГС 302 ] |
| 314        | Ефременкова Юлия Лаврентьевна        | 28.05.1928 — 26.08.2018 | Бригадир птицеводческой фермы совхоза «Мясново» Ленинского района Тульской области | 22.03.1966      | [ ГС 303 ] |
| 315        | Ефремов Александр Григорьевич        | род. 30.11.1946         | Директор коллективного предприятия «Красная Звезда» Шадринского района Курганской области | 28.11.1991      | [ ГС 304 ] |
| 316        | Ефремов Александр Ефремович          | 10.09.1910 — 16.03.1998 | Директор Буинской МТС Буинского района Татарской АССР | 06.03.1948      | [ ГС 305 ] |
| 317        | Ефремов Андрей Степанович            | 28.09.1912 — 05.01.1971 | Слесарь-разметчик завода НИИ-885 Государственного комитета Совета Министров СССР по радиоэлектронике, гор. Москва | 17.06.1961      | [ ГС 306 ] |
| 318        | Ефремов Борис Владимирович           | род. 1938               | Токарь-расточник завода «Ташсельмаш» имени К. Е. Ворошилова Министерства тракторного и сельскохозяйственного машиностроения СССР, гор. Ташкент | 03.01.1974      | [ ГС 307 ] |
| 319        | Ефремов Вениамин Павлович            | 22.03.1926 — 16.09.2006 | Генеральный конструктор Научно-исследовательского электромеханического института Министерства радиопромышленности СССР, гор. Москва | 29.03.1976      | [ ГС 308 ] |
| 320        | Ефремов Герберт Александрович        | род. 15.03.1933         | Ведущий конструктор — заместитель начальника конструкторского бюро ОКБ-52 Государственного комитета по авиационной технике СССР, гор. Реутов Московской области                                                                                          | 28.04.1963      | [ ГС 309 ] |
| 321        | Ефремов Григорий Михайлович          | 13.03.1916 — 01.04.1978 | Директор совхоза «Красная Звезда» Шадринского района Курганской области | 22.03.1966      | [ ГС 310 ] |
| 322        | Ефремов Евгений Митрофанович         | 14.07.1935 — 29.11.2020 | Зуборезчик Московского автомобильного завода имени И. А. Лихачёва производственного объединения ЗИЛ Министерства автомобильной промышленности СССР, гор. Москва                                                                                          | 03.06.1982      | [ ГС 311 ] |
| 323        | Ефремов Иван Никитович               | 02.06.1931 — 14.04.2006 | Бригадир каменщиков управления строительства «Химэнергострой» Куйбышевгидростроя Министерства энергетики и электрификации СССР, Куйбышевская область | 17.05.1977      | [ ГС 312 ] |
| 324        | Ефремов Михаил Евдокимович           | 15.05.1934 — 2004       | Горнорабочий очистного забоя шахты «Коммунист-Новая» комбината «Шахтёрскантрацит» Министерства угольной промышленности Украинской ССР, Донецкая область                                                                                                  | 30.03.1971      | [ ГС 313 ] |
| 325        | Ефремов Михаил Ерофеевич             | 30.09.1886 — 26.11.1965 | Звеньевой колхоза «Искра» Белоглазовского района Алтайского края | 04.03.1948      | [ ГС 314 ] |
| 326        | Ефремов Олег Николаевич              | 01.10.1927 — 24.05.2000 | Художественный руководитель Московского художественного академического театра СССР имени А. П. Чехова, актёр театра и кино, народный артист СССР | 30.09.1987      | [ ГС 315 ] |
| 327        | Ефремова Александра Ефремовна        | 03.05.1925 — 01.08.2013 | Доярка совхоза «Большевик» Чебоксарского района Чувашской АССР | 08.04.1971      | [ ГС 316 ] |
| 328        | Ефремова Анна Васильевна             | 15.05.1940 — 27.11.2018 | Звеньевая колхоза имени Докучаева Таловского района Воронежской области | 11.12.1973      | [ ГС 317 ] |
| 329        | Ефремова Анна Игнатьевна             | 1905—1980               | Председатель колхоза имени Кирова Шиловского района Рязанской области | 07.02.1957      | [ ГС 318 ] |
| 329.000009 | Ефремова Антонина Яковлевна          | 08.11.1930 — 28.05.2003 | Доярка племенного молочного совхоза «Караваево» Министерства совхозов СССР, Костромской район Костромской области | 12.07.1949      | [ ГС 319 ] |
| 330        | Ефтений Илья Владимирович            | 22.09.1912 — 1992       | Звеньевой колхоза имени Сталина Новоселицкого района Черновицкой области | 06.06.1952      | [ ГС 320 ] |
| 331        | Ешжанов Камза                        | 1895—1966               | Старший чабан колхоза «Баршакум» Байганинского района Актюбинской области | 23.07.1948      | [ ГС 321 ] |
| 332        | Ешимкулов Макан                      | 1884—1978               | Старший чабан колхоза имени Ворошилова Байганинского района Актюбинской области | 23.07.1948      | [ ГС 322 ] |
| 333        | Ешниязов Махамбетали                 | 1890—1958               | Старший чабан колхоза «Жана-Курлыс» Аральского района Кзыл-Ординской области | 23.07.1948      | [ ГС 323 ] |
| 334        | Ещанов Рамет                         | 1900 — ????             | Бригадир полеводческой бригады колхоза имени Молотова Кипчакского района Кара-Калпакской АССР | 11.01.1957      | [ ГС 324 ] |